# Менде
Менде је назив једне од две највеће етничке групе у Сијера Леонеу. Друга велика етничка група је Темне. Менде углавном насељавају јужне и источне провинције државе. Припадају много већој грани народа Манде, који насељавају просторе западне Африке.
Менде говоре језиком менде, а баве се углавном земљорадњом и ловом. Њиховим језиком говори око 46% становника Сијера Леонеа.
Између 16. и 18. века, стотине хиљада припадника народа је заробљено и транспортовано у Северну и Јужну Америку, где су радили као робови. Приликом једног таквог транспорта, заробљеници су се побунили и преузели контролу над шпанским бродом Амистад. Ускоро су заробљени и пребачени у САД, где им је суђено. Случај је завршио пред Врховном судом САД, који је наредио ослобађање робова и њихов транспорт назад у Африку.